# Live: Walmart Soundcheck (Demi-Lovato-Album)
Live: Walmart Soundcheck ist das erste Live-Album von Demi Lovato. Es wurde am 10. November 2009 veröffentlicht und erschien exklusiv bei Walmart. Der Soundcheck wird von Degree Girl präsentiert.

## Entstehung und Veröffentlichung
Das Album wurde am 26. Mai 2009 im Centerstaging in Burbank, Kalifornien aufgenommen, zusammen mit ihrer Live-Band. Es wurde hauptsächlich aus Promotion-Gründen produziert. Deshalb wurde das Album auch exklusiv von Walmart in den Vereinigten Staaten und Puerto Rico verkauft. In Deutschland ist das Album nur im Online-Store iTunes mithilfe einer sogenannten Walmart Soundcheck-App  erhältlich, mit der man dann auch Zugriff auf sämtliche andere Soundcheck-Veröffentlichungen des Konzerns hat. Das Musikalbum erschien zeitgleich mit dem gleichnamigen der amerikanischen Band Jonas Brothers, die ebenfalls bei Hollywood Records unter Vertrag steht, da The Walt Disney Company für seine guten Geschäftsbeziehungen mit dem Walmart-Konzern bekannt ist.

## Titelliste

### CD
1. Don’t Forget
2. Get Back
3. Here We Go Again
4. La La Land
5. Remember December
6. Solo

### DVD
1. Don’t Forget
2. Get Back
3. Here We Go Again
4. La La Land
5. Remember December
6. Solo
7. exklusives Interview mit Lovato und ihren Bandmitgliedern (Exclusive All Access Interview)

## Inhalt
Auf der CD befinden sich drei Songs aus dem ersten Album Don’t Forget und drei Songs aus dem zweiten Album Here We Go Again als Live-Version. Auf der DVD singt Demi Lovato dann die gleichen Lieder noch einmal live auf der Bühne in Burbank, Kalifornien.
Im Interview auf der DVD gewährt Lovato unter anderem auch Einblicke in ihr Privatleben. Des Weiteren kommen auch ihre Bandmitglieder zu Wort, die sich zu den Songs äußern und vom Tourleben berichten.